# 死神のおつかいたち
死神のおつかいたち（しにがみのおつかいたち、Die Boten des Todes、KHM177）はグリム童話のひとつ。

## あらすじ
ある男が道を歩いていると、誰かが倒れていた。男が介抱してやると、やがて行き倒れは意識を取り戻した。
「おかげで助かったよ。ところで実は、私は死神なんだ」
「死神？」
「ああ。お礼をしたいんだが、何がいいかな」
「俺のとこには来ないでくれ」
「いや、それはできないんだ。とにかく、生きてる人間全部のところに行かなくちゃいけないんだ」
「じゃ、俺のところに来る前に、あらかじめ教えてくれ」
「ああ、それならいいよ」そして二人は別れた。

その日から、死ぬ前には予告があるはずだから大丈夫とばかり、男は自堕落で不健康な生活を送るようになった。風呂にも入らず歯もみがかず、暴食し、大酒を飲み、何年も不摂生の限りを尽くしていたある日、後ろから肩を叩く者がいる。ふり向くと、あの死神が立っていた。
「やあ、久しぶり。今日はお前さんの番だよ。さあ、一緒に行こうか」
「おい、そんなのないよ」男は抗議した。「来る前には教えてくれるって言ったろ？　約束が違うじゃないか」
「お前さんには、なんども使いをやって知らせたよ」死神は答えた。
「熱が出ただろう？　咳も出たし、目まいもしただろう。　腹痛、痛風、耳鳴り、糖尿もあっただろう。　あれはみんな、私からの使いだったんだよ」　そして男は、死神に連れられていった。